# Heinrich Beulshausen
Heinrich Beulshausen (* 1. Februar 1875 in Hardenberg; † 14. Januar 1940 in Hannover) war ein deutscher Kommunalbeamter und in den 1920er Jahren Initiator der Besiedelung im heute hannoverschen Stadtteil Hannover-Ledeburg.

## Leben
Aufgewachsen in den frühen Gründerjahren des Deutschen Kaiserreichs, wurde der Angestellte Heinrich Beulshausen Anfang des 20. Jahrhunderts in das hannoversche Bürgervorsteherkollegium gewählt.
Nachdem bereits ab etwa 1908 eine zögerliche Bebauung Ledeburgs entlang der Straße An der Ledeburg einsetzte (die heutige Straße Buschriede), wurde Heinrich Beulshausen in den ersten Jahren der Weimarer Republik zum Vorsitzenden des Siedlungsverbandes Gartensiedlung Hannover-Hainholz gewählt, der in von 1921 bis 1928 die Siedlung Ledeburg anlegte.

## Beulshausenweg
Mit dem 1981 in Ledeburg südlich der Spörckenstraße angelegten Beulshausenweg ehrte die niedersächsische Landeshauptstadt den Verbandsvorsitzenden posthum.